# Aeroporto Internazionale di Charleston
L'Aeroporto Internazionale di Charleston (IATA: CHS, ICAO: KCHS) è un aeroporto civile e militare statunitense della Carolina del Sud situato presso la città di North Charleston, a 19 km dal centro di Charleston. L'aeroporto, situato a 14 m s.l.m., è dotato di un unico terminal passeggeri e di due piste in calcestruzzo, una con orientamento 03/21 lunga 2.134 metri, e l'altra con orientamento 15/33 lunga 2.744 metri ed è utilizzato per i voli domestici.